# 紫来楼
紫来楼是位于中国广东省潮州市饶平县樟溪镇的一座明代建筑，2003年12月列入饶平县文物保护单位，2008年11月18日列入第五批广东省文物保护单位。